# Kurtamysh
Kurtamysh (en ruso: Куртамы́ш) es una ciudad del óblast de Kurgán, Rusia, ubicada en la ladera este de los montes Urales, a 88 km al suroeste de Kurgán, la capital del óblast. Su población en el año 2010 era de 17 000 habitantes.

## Historia
Se fundó en 1745 como una fortaleza y obtuvo el estatus o categoría de ciudad en 1956.